# Fosforito
Antonio Fernández Díaz "Fosforito" (Puente Genil, Córdoba, España, 3 de agosto de 1932) es un cantaor flamenco español. Hijo predilecto de Puente Genil, es además hijo adoptivo de Córdoba (1981) y de Málaga (2025). Maestro de cantaores, ha llevado el cante flamenco por medio mundo.

## Biografía
Hijo de madre sevillana y padre cordobés, fue el quinto de ocho hermanos en una familia humilde. Su abuelo materno fue un cantaor aficionado llamado Juanillo el Cantaor, hermano de El Niño del Genil, a quien se le atribuye la creación del garrotín. Con apenas 10 años, Fosforito canta en tabernas y tablaos y recorre las ferias de ganado de poblaciones limítrofes a Puente Genil de la provincia cordobesa, de la sierra sur de Sevilla o de la serranía de Málaga. A los 14 años llega a Málaga, donde con el tiempo participa en una tertulia del Café Central. En Málaga conoce a María Isabel Barrientos Rojo, bailaora, con la que contraerá matrimonio el 29 de marzo de 1964.

## Trayectoria
Antes de hacerse profesional, su nombre artístico fue Antonio de Puente Genil, o del Genil. «Fosforito» fue también utilizado por otro cantaor, Francisco Lema "Fosforito", aunque sin parentesco entre ambos. Se dio a conocer de forma brillante en el Concurso Nacional de Cante Jondo de 1956, en Córdoba. Fue el segundo concurso después del primero que se celebró en Granada en 1922, con el apoyo de Manuel de Falla, Federico García Lorca, y otros líderes de la cultura andaluza y española. En esta ocasión el joven cantaor, de 23 años, desconocido salvo en su comarca, batió un récord histórico y demostró ser un cantaor tan hondo como completo. Pese a acudir al concurso después de recuperarse de una afección en la voz (perdida tras una intervención quirúrgica en el intestino mientras hacía el servicio militar en Cádiz, que lo llevó a decantarse por la guitarra), Fosforito arrasó entre el centenar largo de concursantes que venían de toda España. Fue ganador del premio de honor del jurado de forma unánime (seguiriya, martinete, saeta) y del primer premio en cada sección de cantes. Enseguida fue fichado por Philips, donde grabó sus primeros discos, siendo autor él mismo de la mayoría de las coplas. 
Actualmente, tiene publicados más de 26 discos de todos los estilos y variantes (algunas de su propia cosecha) del flamenco. Resulta particularmente admirable el grado de dominio que mostró de la casi totalidad de los diferentes cantes que componen el frondoso árbol del Flamenco a lo largo de su dilatada carrera, situación que no es tan frecuente entre los cantaores, que suelen especializarse en únicamente algunos de ellos. Debido a su enorme calidad interpretativa, cabal jondura y a su importante labor de investigación para preservar vivos diversos cantes o estilos que se encontraban relegados al olvido, es que le fue otorgada la última Llave de Oro del Cante en 2005. Cuenta con una amplia y muy destacada discografía, sobresaliendo especialmente las grabaciones realizadas con el acompañamiento de Paco de Lucía, que han quedado para la posteridad como una enciclopedia del arte Flamenco, con un elevado grado de pureza e insuperable calidad y que es consultada como referencia por incontables cantaores, guitarristas y aficionados del mundo entero.

## Reconocimientos
En febrero de 2025 fue nombrado hijo adoptivo de Málaga. La distinción, aprobada por unanimidad por el consistorio malagueño, fue impulsada por la Peña Juan Breva de Málaga y respaldada por más de un centenar de peñas flamencas e instituciones.

## Discografía selecta
- Arte flamenco Vol. 1 (Universo flamenco) (2005).
- Selección antológica Vol. 1 (Universo flamenco) (2005).
- Selección antológica Vol. 2 (Universo flamenco) (2005).
- Selección antológica Vol. 3 (Universo flamenco) (2005).
- Antonio Fernández "Fosforito" (2004).
- 50 años de flamenco (2ª época) (2003).
- Selección antológica Vol. 1 (2003).
- Selección antológica Vol. 2 (2003).
- Selección antológica Vol. 3 (2003).
- Misa flamenca en Córdoba (2003).
- Selección antológica del cante flamenco (2002)
- Cante y guitarra (con Paco de Lucía) (1999).
- Misa flamenca (1994).
- Grabaciones históricas. Vol. 34. Córdoba 1956.

## Premios
- Ganador absoluto de todas las secciones del I Concurso Nacional de Cante Jondo de Córdoba (1956)
- Premio Nacional de Cante (1968) de la cátedra de flamencología de Jerez.
- Premio "Mercedes la Serneta" (1977).
- II Compás de Cante (1985).
- Premio Pastora Pavón "Niña de los peines" (1999) de la Consejería de Cultura de la Junta de Andalucía.
- Hijo Predilecto y Medalla de Oro de Puente Genil (1986).
- Hijo adoptivo de Córdoba (1981).
- Director Honorario (1987) y Premio de Honor a la Maestría (1997) de la Cátedra de Flamencología de Jerez de la Frontera.
- Hijo adoptivo y Medalla de Oro de Alhaurín de la Torre (1988)
- Premio Ondas 1998.
- V Llave de Oro del Cante (2005)
- Medalla de Oro de la Provincia de Málaga 2004.
- Medalla de Andalucía 2006.
- Medalla de Oro al Mérito en las Bellas Artes 2007
- Académico correspondiente de la Real Academia de Córdoba (2010)
- Premio Leyenda del Flamenco[4]
- Homenaje en la Bienal de Flamenco de Málaga 2019.[5]
- Premio Sebastián Escudero a la excelencia en el Flamenco 2022[6]
- Hijo Adoptivo de Málaga 2025.